# North Kesteven
North Kesteven är ett distrikt (motsvarande kommun) i grevskapet Lincolnshire i England, Storbritannien. Distriktet har 119 709 invånare (2022). Större orter är North Hykeham och Sleaford. Distriktet är indelat i 75 civil parishes. 